# انستیتو آدام میتسکیه‌ویچ
مؤسسهٔ آدام میتسکیه‌ویچ (لهستانی: Instytut Adama Mickiewicza) یک سازمان فرهنگی دولتی است که توسط «وزارت فرهنگ و میراث ملی لهستان» بنیان نهاده شد.
این سازمان نام خود را از شاعر ملی لهستان آدام میتسکیه‌ویچ می‌گیرد و هدفش، ارتقا و ترویج زبان و فرهنگ لهستانی در خارج از کشور است.
این سازمان، گردانندهٔ یک درگاه وب به نام «Culture.pl» است.